# GS Doxa Dramas
El Gymnastikos Syllogos Doxa Dramas (grec: Γυμναστικός Σύλλογος Δόξα Δράμας) és un club esportiu grec de la ciutat de Drama.

## Història

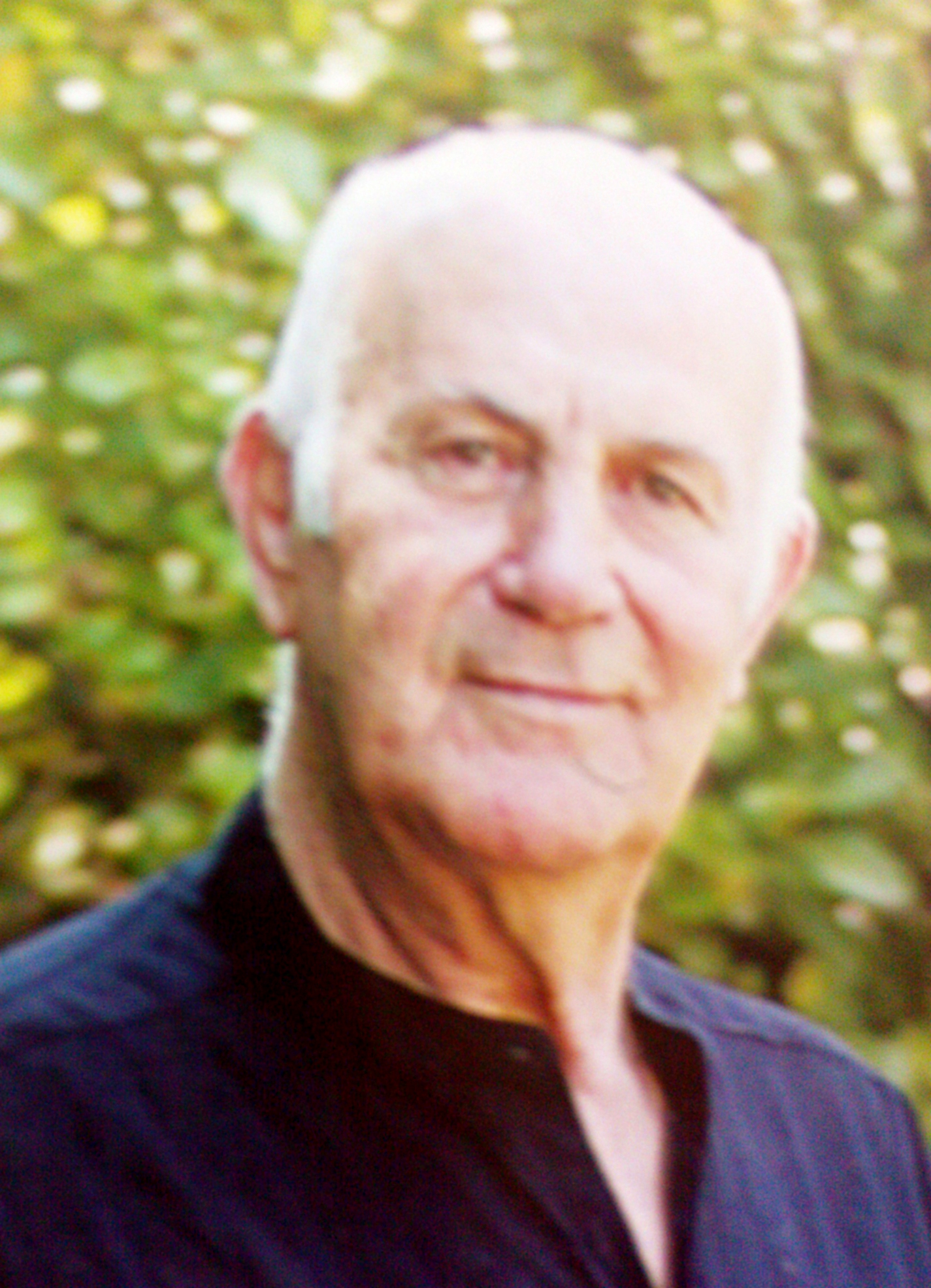
Takis Loukanidis començà la seva carrera a Doxa.

El club va ser fundat el 1918 amb el nom de Peleus, reanomenat Doxa (glòria) el 1919. La seva millor època fou a la dècada de 1950 en la qual fou tres cops finalista de copa.

## Futbolistes destacats
- Georgios Georgiadis
- Takis Loukanidis
- Theodoros Pahatouridis
- Kyriakos Tohouroglou

## Entrenadors destacats
- Kostas Vasilakakis (1981-95)
- Michalis Grigoriou
- Apostolos Charalampidis
- Makis Katsavakis